# 姚玉舟
姚玉舟（1960年3月—）。男，汉族，安徽枞阳人，中华人民共和国政治人物。淮南师范专科学校数学专业毕业。

## 生平
1979年8月参加工作，任东至县杨桥中学教师。1980年8月，在淮南师范专科学校数学专业学习。1982年7月，先后任淮南市第八中学教师、校团委副书记。1987年8月，任共青团淮南市大通区委干事。1987年9月加入中国共产党。1989年1月，任共青团大通区委副书记。1990年4月，任共青团大通区委书记。1990年11月，任共青团淮南市委副书记。1992年4月，任共青团淮南市委书记、党组书记(其间：1993年3月至1994年12月挂职任中共凤台县委副书记，1993年3月至6月挂职任中共天津市武清县委副书记)。1995年2月，任共青团安徽省委副书记(其间：2000年2月至2001年1月参加中央党校中青年干部培训班学习，2000年3月至2002年12月中央党校法学理论专业研究生学习)。
2001年4月，任中共马鞍山市委副书记、市委党校校长。2003年4月，任中共马鞍山市委副书记，市委党校校长（至2004年2月），市政府代市长（2003年6月当选市长）、党组书记。2008年2月，任中共铜陵市委书记。2013年2月，任中共宣城市委书记。2016年8月，任中共滁州市委书记。2016年11月，任中共安徽省委常委、政法委书记，并卸任中共滁州市委书记。2020年1月，当选为十二届安徽省政协副主席，同年5月卸任省委常委。2023年1月，届满不再担任安徽省政协副主席。
2008年，当选第十一届全国人民代表大会安徽地区代表。